# 율레스 호프만
율레스 호프만(Jules A. Hoffmann, 1941년 8월 2일 ~ )은 룩셈부르크 태생의 프랑스 면역학자, 생물학자이다.

## 활동
호프만은 노랑초파리 연구를 통하여 병원성 미생물에 대한 일차 방어수단인 선천적 면역에 대하여 연구한 것으로 유명하다. 선천적 면역의 분자 수준 메커니즘과 그에 관련된 유전자 및 발현 산물들을 밝힌 공로를 인정 받아 2011년 노벨 생리·의학상을 수상하였다.
그는 노랑초파리의 선천적 면역에 관련된 항균 펩타이드들의 식별과 조절 경로를 밝히고, 곤충이 어떻게 감염을 인지하는지에 대하여 연구해왔다. 그는 주로 타겟 유전자에 돌연변이를 일으켜 초파리의 수명이 어떻게 달라지는지 관찰하여 감염이 되었을 때 빠르게 관여하는 일차 방어기작에 Toll이라는 수용체가 어떻게 작용하는지 밝혀냈다. 이를 포유류 시스템에 연결시켜 초기 TLR의 연구를 이끌었다.
먼저 그는 미리 알려진 초파리 지방체의 세포가 분비하는 다양한 항균 펩타이드에 대한 정보를 토대로 그 작용 경로를 밝히기 위해 노력하였다. 처음 그들이 타겟으로 삼은 항균 펩타이드는 딥테리신(Diptericin)이라는 물질이었다. 딥테리신의 프로모터 부위를 이미 알고 있었기 때문에 조절 경로에 NF-κB라는 전사인자가 관여한다는 것을 알고 있었다. 초파리의 Dorsal 유전자에 의해 발현되는 Dorsal 단백질은 NF-κB 종류에 해당하였다. 그는 먼저 초파리가 감염될 때 딥테리신 발현이 유도되고, 이 경로에 Toll이라는 수용체가 관련 되어 있다고 가정을 세웠다. 그리고, 곰팡이성 감염을 통하여 Toll 돌연변이 초파리의 딥테리신 발현이 줄어드는지를 살펴봤다. 하지만, Toll 돌연변이 초파리는 감염 후에도 여전히 딥테리신을 분비하고 있었다. 그들은 일단 첫 번째 세운 가설을 보류하고, 다른 항균 펩타이드 후보들 중 Toll 돌연변이 초파리에서 곰팡이성 감염에 의해 유도발현이 사라지는 물질을 찾아내게 된다. 드로소마이신(Drosomycin)이라는 물질인데, 따라서 이 물질의 조절 경로에 Toll이 있을 것이라는 결론을 얻었다. 그리고, Cactus 유전자 돌연변이 초파리를 통하여 Cactus 단백질이 Toll 관여 경로를 억제한다는 것과 딥테리신의 조절 경로는 Cactus에 의해 저해받지 않는다는 것도 알 수 있었다. 또한 Black cells phenotype(Bc) 초파리를 가지고도 연구한 실험에서 딥테리신의 유도발현이 억제되지만 Toll에는 영향을 받지 않는 다른 경로가 있음을 알아내었다. 결과적으로, 두 가지의 다른 감염 유도 NF-κB 활성 경로가 존재 한다는 것을 알아낸 것이다. 하나는 그람 양성균과 곰팡이성 감염에 의해 드로소마이신이 유도되는 Toll 신호경로(Toll pathway)이고, 다른 하나는 그람 음성균에 의해 딥테리신이 유도되는 Imd 신호경로(Imd pathway)이다.
그리고, 이들 경로에 관여하는 나머지 물질들도 밝혔는데, Toll 신호경로에서는 먼저 곰팡이나 그람 양성균이 각각 펩티도글리칸 인식 단백질 SA(PGRP-SA)이나 그람음성균 결합 단백질(GNBP)에 의해서 인식된다. 그 후 단백질 연쇄분해 과정을 거쳐 최종적으로 초파리의 Spaetzle 단백질이 리간드로 작용해 Toll에 붙어 NF-κB 활성경로가 진행된다. 이 과정은 Toll에 간접적으로 인식되는 반면, Imd 신호경로에서는 펩티도글리칸 인식 단백질 LC(PGRP-LC)가 직접적으로 세포막에서 그람 음성균의 신호를 인식해 나머지 NF-κB 활성경로를 진행시킨다.
선천적 면역 방어에 관여하는 AMPs, NF-κB, TAK1, Toll 단백질은 해면동물에서부터 척추동물까지 존재하는 것으로 보아, 선천성 면역과정은 진화적으로 매우 오래된 과정임을 알 수 있다. 특히 초파리의 Toll 신호경로의 연구에서 알아낸 Toll, MyD88, Pelle 단백질(키나아제), NF-κB/Cactus는 초파리의 Imd 관여 경로나 포유류의 선천적 면역 시스템의 TLR(Toll-like receptor) 관여 경로, TNF 관여 경로에서 모두 유사체(analogue)들이 발견 되었으며, 포유류에서의 메커니즘도 초파리와 매우 유사함이 현재 알려져 있다.